# Próximas elecciones parlamentarias de Georgia
La fecha de las próximas elecciones parlamentarias georgianas es incierta, dependiendo de la interpretación de la validez de las elecciones parlamentarias georgianas de 2024, que fueron consideradas inválidas por la presidenta georgiana Salomé Zurabichvili y las cuatro principales coaliciones de oposición: Unidad-Movimiento Nacional, Coalición para el Cambio, Para Georgia y Georgia Fuerte.
A finales de diciembre de 2024, Zurabichvili declaró que era necesario celebrar nuevas elecciones y que el proceso de preparación de las mismas tendría que estar terminado antes del 29 de diciembre de 2024. Invitó a Bidzina Ivanishvili, fundador de Sueño Georgiano, a negociar el procedimiento. Afirmó que se crearía un consejo si Ivanishvili se negaba a negociar. El 24 de diciembre discutió los procedimientos para una nueva elección con los líderes de las cuatro principales coaliciones de oposición y organizaciones no gubernamentales.

## Preparativos para una elección anticipada en 2025
El 21 de diciembre de 2024, Zurabichvili aseguró que el informe de la Oficina de Instituciones Democráticas y Derechos Humanos (OIDDH) de la OSCE publicado el 20 de diciembre de 2024 sobre la celebración de las elecciones del 26 de octubre de 2024, reforzaba la necesidad de celebrar nuevas elecciones. Pidió que se celebraran nuevos comicios "inmediatamente" y afirmó que estaba dispuesta a reunirse con el fundador de Sueño Georgiano, Bidzina Ivanishvili, para discutir la organización de nuevas elecciones. Afirmó que encontrar una forma constitucionalmente válida de organizar una nueva elección debería ser "muy fácil" de negociar. Zurabichvili declaró que se dirigiría a los manifestantes frente al Parlamento a las 21:00 horas GET el 22 de diciembre. Al día siguiente, Kobajidze amenazó con encarcelar a Zurabichvili si convocaba nuevas elecciones.
En la tarde del 22 de diciembre, Zurabichvili pronunció un discurso en la protesta diaria en Tiflis en el cual firmó que seguía siendo presidenta "de todos los georgianos" y comandante en jefe de las Fuerzas de Defensa de Georgia, y que "seguiría siendo fiel" a los veteranos del ejército georgiano que marcharon en la protesta de esa noche. Señaló que los preparativos para una nueva elección debían decidirse antes del 29 de diciembre. La funcionaria invitó a Ivanishvili, la persona que "gobierna todo", a visitarla en el palacio presidencial el 23 de diciembre para negociar las condiciones de las nuevas elecciones. Zourabichvili declaró al día siguiente que si Ivanishvili no cooperaba en la organización de unas nuevas elecciones, se crearía un consejo con el único mandato de organizar unas nuevas elecciones. Afirmó que el gobierno de Kobajidze "se está derrumbando por sí solo".
El 24 de diciembre, Zurabichvili celebró una reunión de trabajo con representantes de la oposición y de organizaciones no gubernamentales para trabajar en los planes para una nueva elección, ya sea con o sin la cooperación de Sueño Georgiano. El líder de la Coalición para el Cambio, Nika Gvaramia, afirmó que se le entregó a Zurabichvili un documento conjunto preparado por la oposición y las ONG. Gvaramia afirmó que un posible procedimiento sería la disolución del Parlamento por parte de Zurabichvili en virtud de sus poderes presidenciales. El partido Para Georgia afirmó que "el marco básico de nuestras opiniones está listo". Georgia Fuerte calificó el debate como "muy útil y bueno... sobre cómo se deben celebrar nuevas elecciones, bajo qué condiciones, para eliminar las irregularidades" y comentó la disposición de Zurabichvili a negociar con Ivanishvili. Giorgi Vashadze, uno de los líderes del Movimiento Unidad Nacional (UNM), declaró que el 25 de diciembre Zurabichvili "hablará sobre los mecanismos organizativos: qué mecanismo conducirá el proceso político-social que Georgia necesita".
El 29 de diciembre, cuando el presidente elegido en la sesión parlamentaria autoconvocada, Mikheil Kavelashvili, fue investido por los miembros del Sueño Georgiano, Zourabichvili llamó a los ciudadanos y a los partidos de la oposición a trabajar en los procedimientos para la nueva elección, afirmando que el plan electoral era un proyecto concreto, como la única solución a la crisis, y no sólo retórica. Dijo que sus planes inmediatos incluían reunirse con líderes empresariales, estudiantes, funcionarios gubernamentales, manifestantes de Batumi y Kutaisi, así como con líderes internacionales.
El 20 de febrero de 2025, Zurabichvili interpretó los cambios legislativos realizados por Sueño Georgiano como una señal de que el partido gobernante podría organizar una nueva elección. Afirmó que estaba coordinando con la oposición y con abogados la preparación de un método para organizar una nueva elección. El 25 de febrero, declaró que «no hay duda» sobre una nueva elección que ocurre y que presentaría pronto un documento que describe un método de organizar la elección. Zurabichvili declaró que la preparación de un «ejército entero de observadores» y miembros de comisiones electorales sería componentes claves de organizar la nueva elección.